# Chikkanaikanahalli, Malur
Chikkanaikanahalli là một làng thuộc tehsil Malur, huyện Kolar, bang Karnataka, Ấn Độ.